# أمين المعلوف
أمين المَعْلوف (1288هـ ـ 1362هـ ـ 1871م ـ 1943م) هو أمين بن فهد بن أسعد المعلوف، طبيب، وعالم بالحيوان والنبات، وعمل مع الشريف حسين وهو مسيحي عربي ماروني. ولد بالشويفات في لبنان، وتخرج من الجامعة الأميركية ببيروت، ولقد أوفدته جمعية الهلال الأحمر المصرية إلى إسطنبول فحضر وقائع شتالجة، ثم رحل إلى جدة فعين مديرًا للصحة فيها، ثم عين أستاذاً للطبيعة والنبات بكلية الطب بدمشق، ثم مديرًا للأمور الطبية في الجيش العراقي، وهو الذي أسس صنف الطبابة العسكرية في الجيش العراقي ومنح رتبة فريق، وانتخب عضوا بالمجمع العلمي العربي بدمشق، وتوفي بالقاهرة في 21 يناير 1943م.

## منجزاته في العراق
عند تأسيس الجيش العراقي في السادس من كانون الثاني عام 1921م، كان المعلوف هو من أسس صنف الطبابة العسكرية في الجيش وحصل بعدها على رُتبةِ فريق وقد ألف مُعجماً للمصطلحات الطبية والعلمية والفلكية في بداية عقد الثلاثينيات من القرن العشرين، وهو مؤسس صنف الطبابة العسكرية في الجيش العراقي، وفي يوم 24 آب 1922 عندما كان يشغل منصب طبيب الملك فيصل الأول في العراق، وبعد مرور عام كامل ويوم واحد على تتويج الملك فيصل الاول ملكاً على العراق تعرض إلى وعكة صحية خطيرة، فدعي الطبيب هاري سندرسن لإلقاء نظرة على الملك ومحاولة تشخيص مرضه، فشخص سندرسن سبب الوعكة بأنها التهاب الزائدة الدودية، غير أن أمين المعلوف رفض هذا التشخيص، وطلب من سندرسن مغادرة القصر. فغادره سندرسن ولكنهُ عاد عند الرابعة مساء ومعهُ الدكتور الجراح نويل إبراهام كبير الجراحين في المستشفى الملكي، الذي أيّد تشخيص سندرسن. كان تشخيص المعلوف أنها أعراض التهاب معوي بينما أصر إبراهام الجراح البريطاني أنها التهاب الزائدة، وقرر إجراء الجراحة بسرعة للملك. وهكذا تقرر إجراء عملية الاستئصال صبيحة اليوم الثاني. حيث أثبتت العملية فيما بعد صحة تشخيص سندرسن. وجهزت غرفة لإجراء العملية الجراحية في قصرهِ وأجرى العملية بدقة يساعده فريق من الممرضين والمخدرين البريطانين وبحضور الجراح العراقي الدكتور شاكر السويدي. ويقف في باب الغرفة المعقمة ضباط من الحرس الملكي.
لقد استأصل إبراهام الزائدة وحرص على أن يطلع المعلوف على رأسها المتآكل الملتهب. فعندما رآها أمين المعلوف قدم استقالته، فقبلها الملك فيصل الأول، ليغادر المعلوف بعدها إلى مصر.

## الجوائز
نال عدة جوائز منها:
1. جائزة التشريح.
2. جائزة المواد الطبية.
3. جائزة تشخيص الأمراض.
4. جائزة الجراحة.

## أسرته
هو واحد من أسرة عرف أفرادها بالعلم والفكر ومنها: فوزي المعلوف الشاعر المهجري، ولويس المعلوف صاحب قاموس المنجد، وناصيف المعلوف الباحث المؤرخ.

## من مؤلفاته
له العديد من المؤلفات ومنها الآتي:
- معجم النبات.
- معجم الحيوان. بدأ نشر هذا البحث مسلسلا في جريدة المقتطف في أكتوبر 1908 وانتهى من إصداره عام 1932 وأهداه إلى الدكتور يعقوب صروف: «أثارة من فضل ما علمني». عني بالبحث في أسماء الحيوانات وذكر الاسم العربي والفرنسي والإنجليزي والعلمي ووصف كل حيوان أوجز فيه أو أسهب حسب مقتضى الحال، وقد طبع ضمن عمل واحد لاحقاً في طبعات عديدة، أهمها طبعة دار الرائد العربي.[5]
- ملحق معجم الحيوان  وهي رسالة انتقد فيها كثيراً من المصطلحات، وقد استقى محمد شرف كثيراً منها في معجمه الطبي الشهير.
- المعجم الفلكي. 1935، يشمل الثوابت والكواكب السيارة وصور النجوم وبعض الاصطلاحات الفلكية وخارطات فلكية وأسماء الصور كلها بالعربية.[6]
- مفكرات عملية ولغوية وأدبية.
- تاريخ القسطنطينية. (لم ينشر)
- ترجمة معجم اللغة الإنكليزية الشهير وبستر Webster (لم ينشر)

بالإضافة إلى مقالات علمية ولغوية وأدبية منها:
- احتلال بحر الغزال.
- سلاطين السودان وملوكه.
- تعريب الأسماء الأعجمية.
- الاصطلاحات العسكرية العربية.